# Monorail Shōnan
Le monorail Shōnan (湘南モノレール, Shōnan Monorēru) est un monorail de type SAFEGE (suspendu). Mis en service le 7 mars 1970, il relie les villes de Ōfuna et Enoshima, dans la région Shōnan de la préfecture de Kanagawa, au sud-ouest de Tōkyō.

## Historique
Il s'agit de la première utilisation du système français SAFEGE au Japon.
La ligne a été construite entre 1966 et 1971 par Mitsubishi Heavy Industries. La première section entre Ōfuna et Nishi-Kamakura, longue de 4,7 kilomètres, fut mise en service le 7 mars 1970. Le reste de la ligne jusqu'à Enoshima suivit le 2 juillet 1971.

## Infrastructure
La ligne, d'une longueur totale de 6,6 kilomètres, est à voie unique, certaines stations étant dotées de deux voies permettant le croisement des trains. La déclivité maximale est de 78 ‰, la vitesse maximale autorisée est de 75 km/h.
Le tracé dessert une dense région résidentielle située au sud du Grand Tōkyō. Le parcours aérien permet de se jouer du trafic automobile, régulièrement paralysé, tribut d'un réseau routier passablement engorgé. Deux tunnels, de longueurs respectives de 455 et 209 mètres, permettent de passer sous les Monts Kamakura et Katase.

### Stations

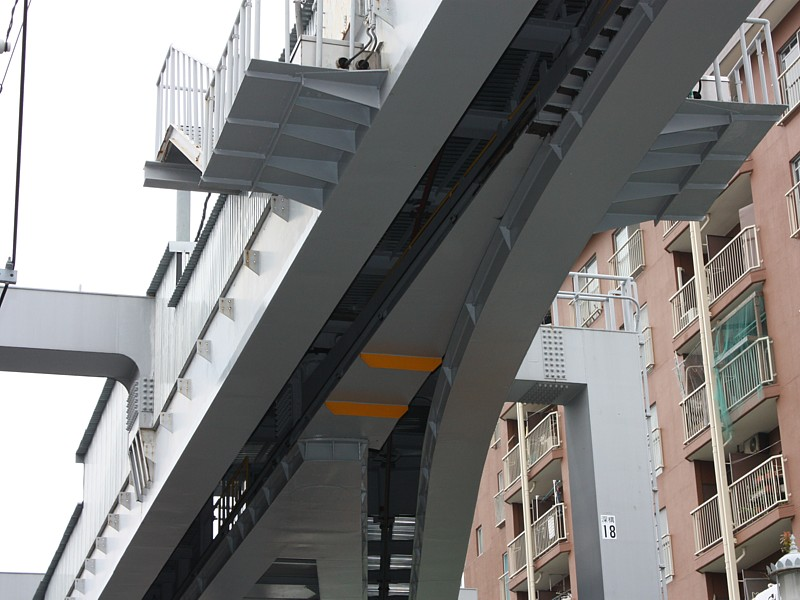
Aiguillage menant au dépôt-atelier

| Nom                         | Infrastructure                       | Distance | Localisation                     | Photo |
| --------------------------- | ------------------------------------ | -------- | -------------------------------- | ----- |
| Terminus d'Ōfuna            | terminus à 1 voie 2 quais encadrants | km 0,0   | Kamakura, Préfecture de Kanagawa |       |
| Station de Fujimichō        | station à 2 voies quais extérieurs   | km 0,9   | Kamakura, Préfecture de Kanagawa |       |
| Station de Shōnan-Machiya   | station à 1 voie                     | km 2,0   | Kamakura, Préfecture de Kanagawa |       |
| Station de Shōnan-Fukasawa  | station à 2 voies quai central       | km 2,6   | Kamakura, Préfecture de Kanagawa |       |
| Base de Fukasawa            | dépôt-atelier à 3 voies              | km 2,9   | Kamakura, Préfecture de Kanagawa |       |
| Tunnel du Mont Kamakura     | longueur 455 mètres                  |          | Kamakura, Préfecture de Kanagawa |       |
| Station de Nishi-Kamakura   | station à 2 voies quai central       | km 4,7   | Kamakura, Préfecture de Kanagawa |       |
| Station de Kataseyama       | station à 1 voie                     | km 5,5   | Kamakura, Préfecture de Kanagawa |       |
| Station de Mejiro-Yamashita | station à 2 voies quai central       | km 6,2   | Fujisawa Préfecture de Kanagawa  |       |
| Tunnel du Mont Katase       | longueur 209 mètres                  |          | Fujisawa Préfecture de Kanagawa  |       |
| Terminus de Shōnan-Enoshima | terminus à 1 voie 2 quais encadrants | km 6,6   | Fujisawa Préfecture de Kanagawa  |       |

### Aiguillages
Les aiguillages, tout comme pour le chemin de fer traditionnel, permettent aux convois de passer d'une voie à l'autre, rendant ainsi possible le croisement sur la voie unique. Au vu de la complexité du système, ces aiguillages sont particulièrement imposants et il est impressionnant de les voir manœuvrer.

## Véhicules
Les trains sont mûs électriquement par une tension de 1 500 V CC. Chaque rame est équipée aux deux extrémités d'un dispositif d'attelage automatique, mais il semblerait qu'il ne soit utilisé que pour tirer les convois en panne et qu'aucun système de commande multiple n'équipe les trains. D'ailleurs, les quais et voies d'évitement ne sont prévus que pour la longueur d'une rame de trois voitures. L'entretien des véhicules se fait entièrement au dépôt-atelier, situé au centre de la ligne, à quelque 300 mètres de la station de Fukasawa.
Quatre générations de matériel roulant se sont succédé au fil des ans.
| Cliquez sur ce texte pour l'image d'un train de la série 300 ! |

### Série 300
Mis en service à l'ouverture de la ligne, ces trains réversibles étaient composés de deux voitures, complétées dès 1975 par une voiture intermédiaire afin de pallier une fréquentation toujours grandissante. Construits par Mihara Machinery Works, une société appartenant au groupe Mitsubishi Heavy Industries, cette série fut retirée du service en 1992, puis mise à la ferraille.
- Capacité : 473 voyageurs ; 140 places assises + 305 places debout (48+104 / 44+97 / 48+104)

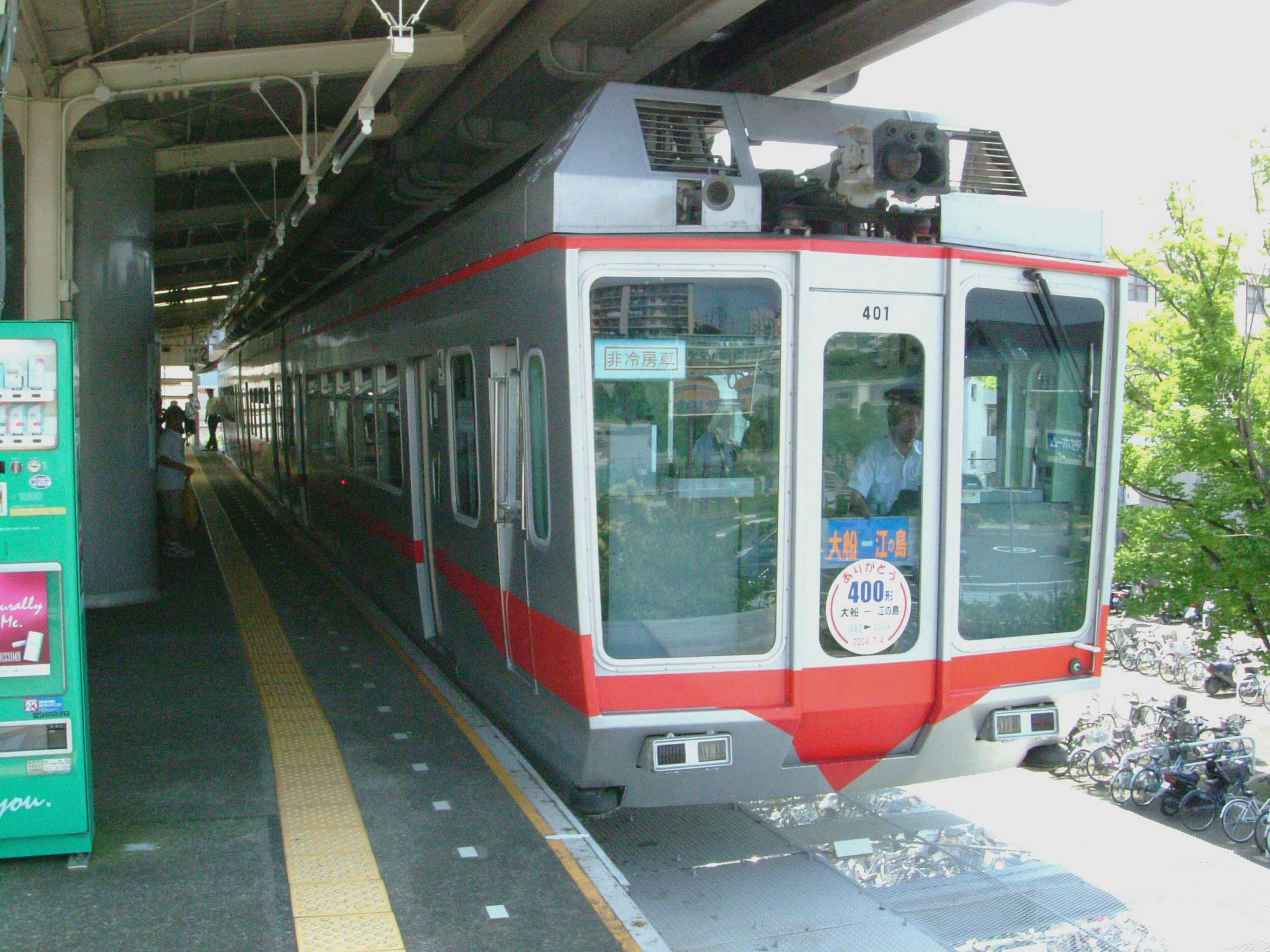
Train de la série 400.

- Poids à vide : 51,125 tonnes (17 t / 17,125 t / 17 t)
- Poids total : 77,140 tonnes (25,91 t / 25,32 t / 25,91 t)
- Longueur : 38,750 mètres (13 m / 12,75 m / 13 m)
- Largeur : 2,650 mètres
- Hauteur : 4,700 mètres (y.c. bogie)
- Puissance : 2 x 375 kW = 750 kW

### Série 400
Cette série, aussi fabriquée par le groupe Mitsubishi Heavy Industries, a arpenté la ligne entre 1980 et 2004, chassée par la toute récente série 5000. Une de ses principales innovations est l'installation de l'air climatisé dans les voitures.
- Capacité : 314 voyageurs ; 112 places assises + 202 places debout (40+70 / 32+62 / 40+70)

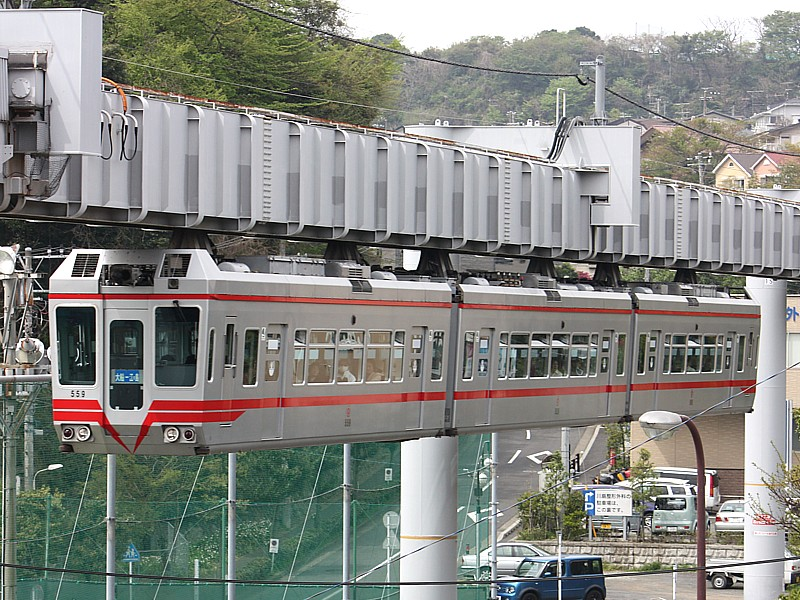
Train de la série 500.

- Poids à vide : 47,700 tonnes (17,4 t / 12,9 t / 17,4 t)
- Longueur : 36,170 mètres (13 m / 10,17 m / 13 m)
- Largeur : 2,650 mètres
- Hauteur : 3,910 mètres (caisse seule)
- Puissance : 12 x 55 kW = 660 kW

### Série 500
Voici la série qui arpente actuellement la ligne. Arrivés en 1988, les 6 trains de 3 voitures ressemblent fortement à ceux de la série précédente ; ils sont cependant reconnaissables à leurs phares différents. L'aménagement intérieur innove et offre des sièges disposés « à l'occidentale » ; dans les séries 300 et 400, les sièges étaient longitudinaux. Au niveau du confort, la série 500 bénéficie des innovations du monorail urbain de Chiba (1988), et ainsi le niveau sonore est très en deçà de celui de ses prédécesseurs. C'est aussi la première série à posséder un système de veille automatique permettant la conduite à un seul agent. Progressivement, la série va céder la place à la série 5000.
- Capacité : normale 224 voyageurs ; maximale jusqu'à 464 voyageurs

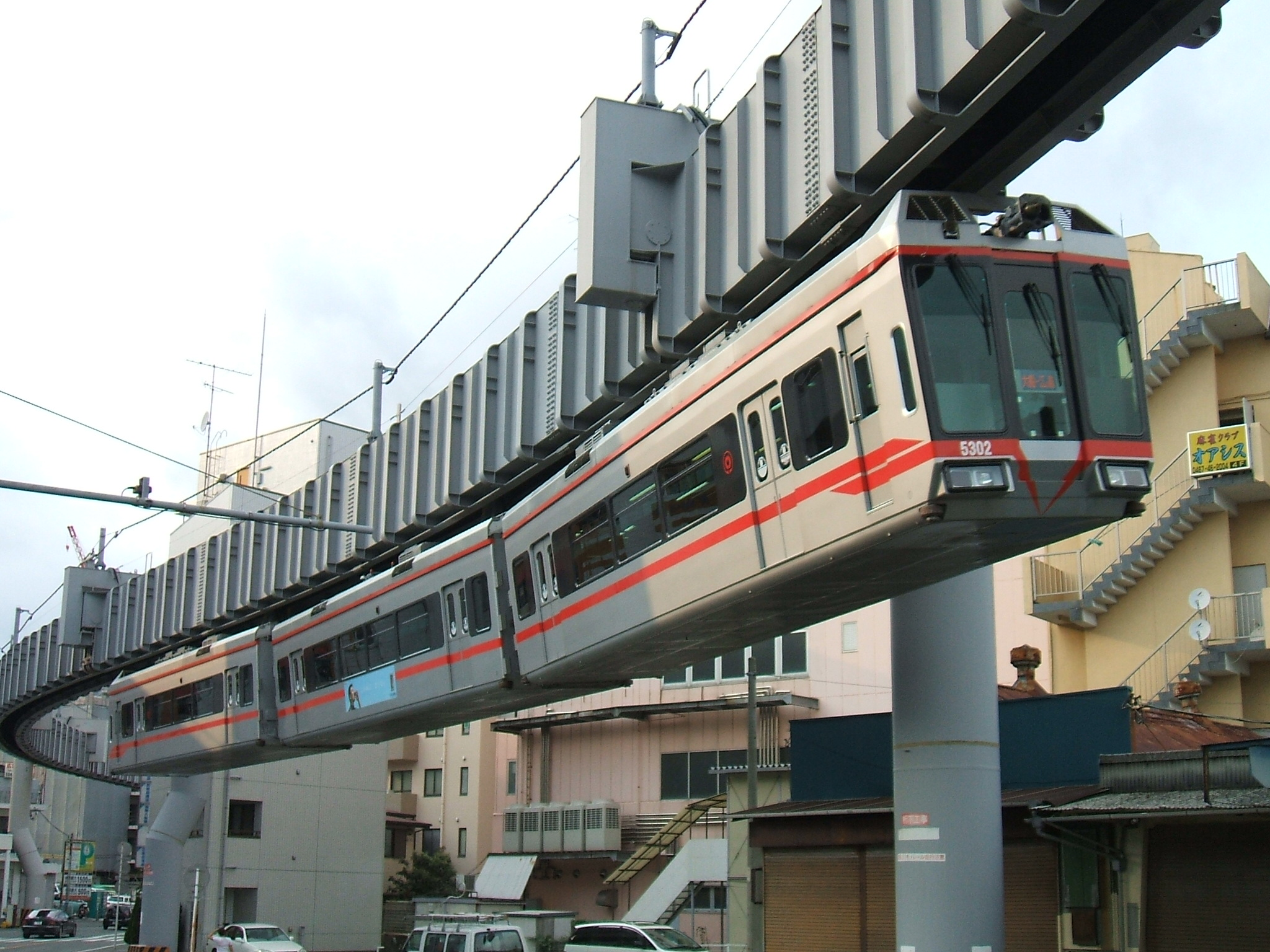
Train de la série 5000.

- Poids à vide : 51,800 tonnes
- Longueur : 40,250 mètres
- Largeur : 2,650 mètres
- Hauteur : 3,910 mètres (caisse seule)

### Série 5000
Le premier train de la série 5000 a été mis en service commercial après essais le 5 décembre 2007. Esthétiquement, ces trains ne dérivent pas beaucoup de ceux des deux précédentes générations. La série 5000, qui a sonné le glas de la série 400, est aussi appelée à remplacer prochainement la série 500.
- Capacité : normale 224 voyageurs ; maximale jusqu'à 496 voyageurs
- Longueur : 40,250 mètres
- Largeur : 2,650 mètres
- Hauteur : 3,910 mètres (caisse seule)

## Personnel
Chaque train est desservi par une équipe de deux agents qui assurent alternativement les tâches de conducteur et de chef de train. Ce dernier surveille l'embarquement et débarquement des passagers depuis la cabine arrière, et assure également le contrôle des titres de transport.
Comme d'autres cheminots japonais, le conducteur et le chef de train portent le képi, la cravate et des gants blancs.